# Maurizio Nannucci

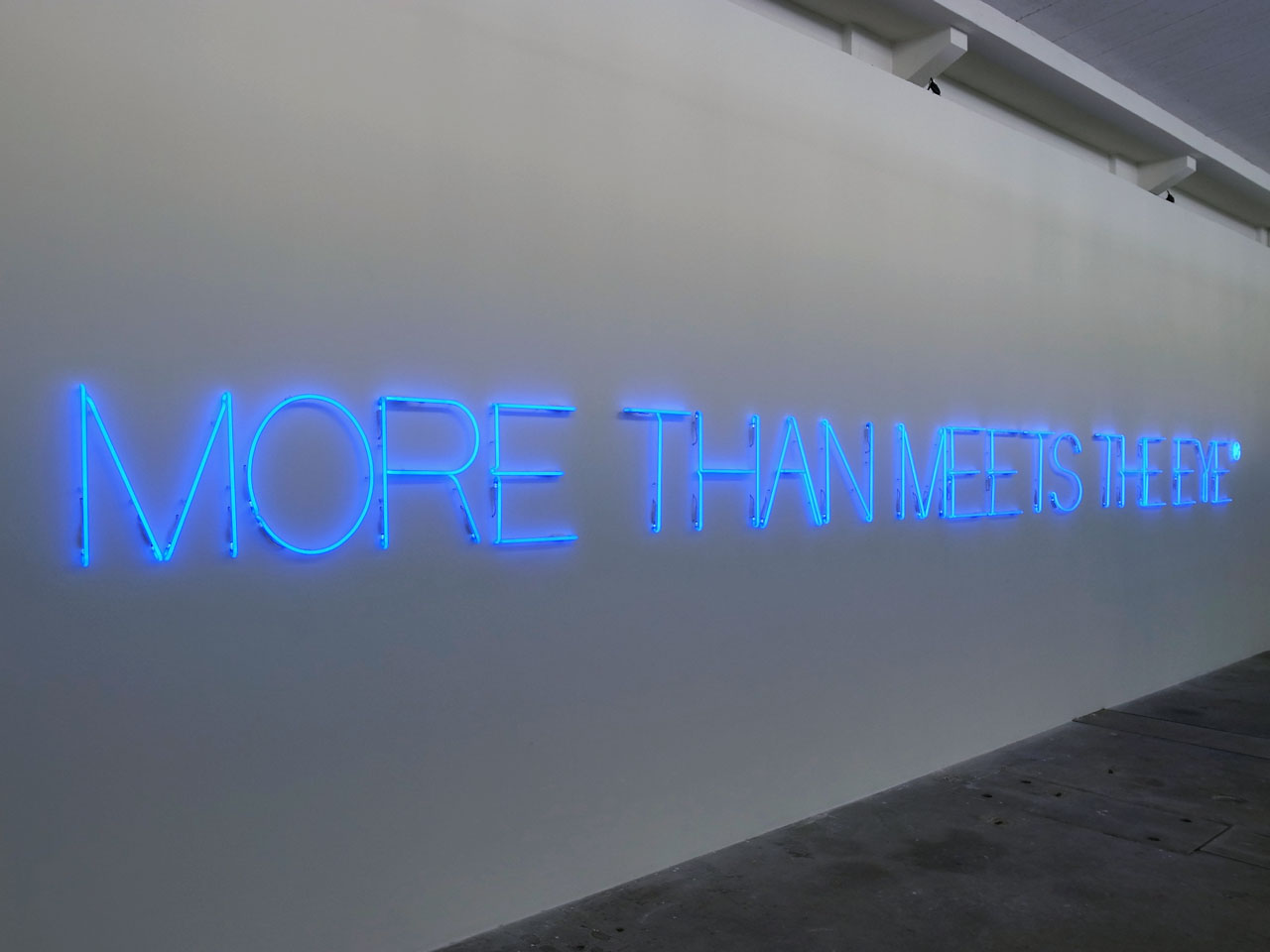
MORE THAN MEETS THE EYE, Maurizio Nannucci, 2012.

Maurizio Nannucci (* 20. April 1939 in Florenz) ist ein italienischer Konzept- und Lichtkünstler. Er arbeitet überwiegend mit Neoninstallationen und gestaltet Kunst im öffentlichen Raum. 1977 war er auf der documenta 6 in Kassel vertreten.

## Leben und Werk
Maurizio Nannucci ist seit den 1960er Jahren als Fotograf, Videoproduzent und Lichtkünstler (Neon-installationen von 1967) an Untersuchungen über die Struktur der Formen und Reihungen, später an dem Einsatz der Sprache in den neuen Medien beteiligt. Seine Forschungsarbeit wird seit Ende der 1960er Jahre von Auflagenobjekten wie Druckgrafiken, Multiples, Schallplatten und Künstlerbücher begleitet, in denen er seine gedanklichen Prozesse einem größeren Publikum zugänglich machte. Nannucci war Chefredakteur der Zeitschrift Méla (1976–1981) und gründete 1968 „Zona Archives Editions“, ein Künstlerprojekt, in dem Editionen von u. a. Lawrence Weiner, Sol LeWitt, John Armleder, James Lee Byars, Robert Filliou, Ian Hamilton Finlay und Heimo Zobernig, Carsten Nicolai, John Giorno, Antoni Muntadas, Olivier Mosset, Richard Long erschienen.
Seit Anfang der 1970er Jahre ist Maurizio Nannucci mit seinen Lichtinstallationen – parallel zu Bruce Nauman, Joseph Kosuth, Jenny Holzer – zu einem weltweit bekannten Neonkünstler geworden. „Er verbindet Sprache, Licht und Raum zu poetischen Situationen und erzeugt mit der Flüchtigkeit des Lichtes sphärische Räume, die auch durch die Vorstellungskraft der Betrachter entstehen.“

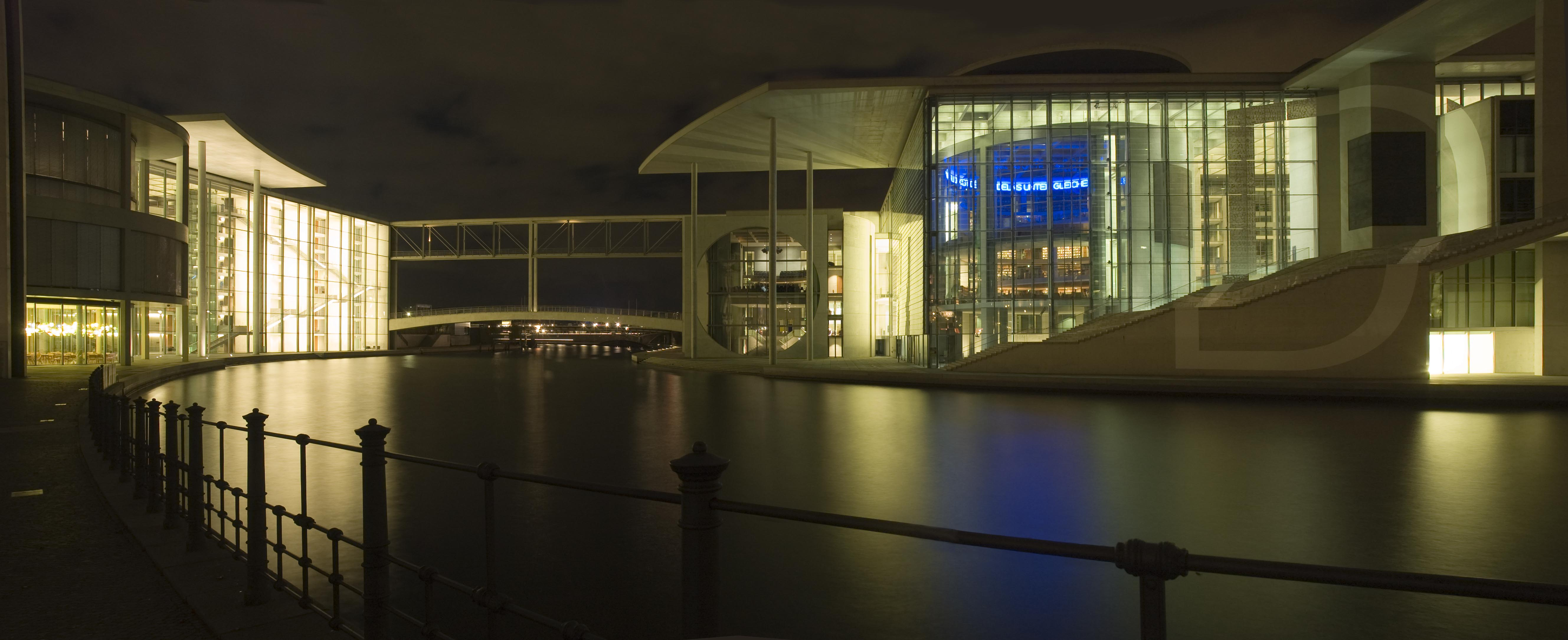
„Blauer Ring“ für die Bibliothek des Deutschen Bundestages im Spreebogen

Exemplarisch ist die Arbeit mit dem Titel „Blauer Ring“, die er für die Bibliothek des Deutschen Bundestages in Berlin konzipierte und die in der Rotunde der Bibliothek unterhalb der Decke als blaue Neonschrift verläuft. Angeregt durch die Textpassage Hannah Arendts „Freiheit ist denkbar als Möglichkeit des Handelns unter Gleichen / Gleichheit ist denkbar als Möglichkeit des Handelns für die Freiheit“ weist er auf das Spannungsverhältnis zwischen den Prinzipien Freiheit und Gleichheit hin.

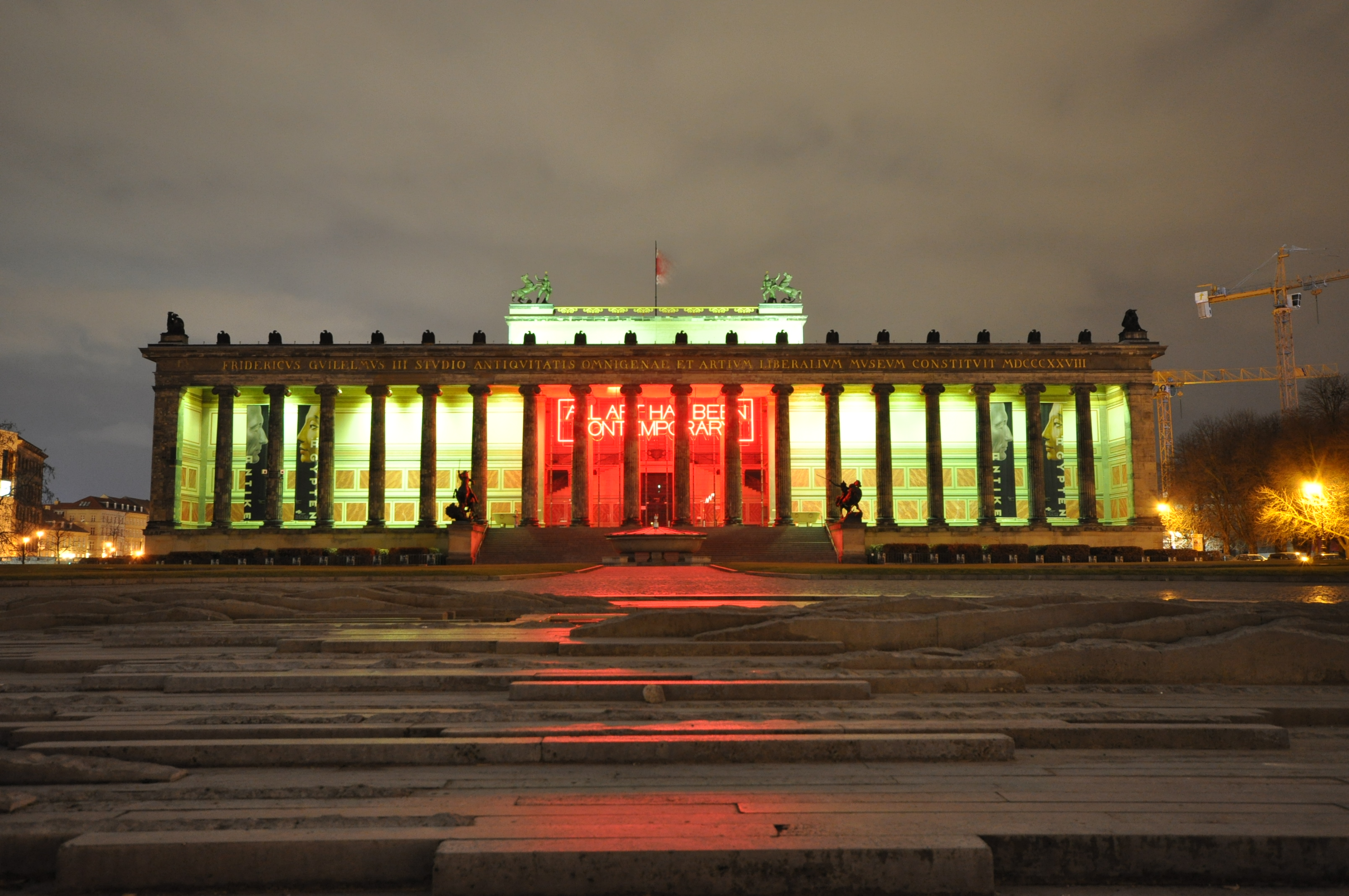
Leuchtschriftinstallation am Alten Museum.

Am Portal des Berliner Alten Museums leuchtete 2005 die Lichtinstallation „ALL ART HAS BEEN CONTEMPORARY“.
Seine 2012 entstandene Neonarbeit There is another way of looking at things diente 2020 einer Ausstellung im Schauwerk Sindelfingen als Titel und Motto.

## Ausstellungen (Auswahl)
- 1977 documenta 6, Kassel
- 1978 Biennale Venedig
- 1987 documenta 8, Kassel
- 1990 Wiener Secession, Wien
- 1991 You Can Imagine the Opposite, Städtische Galerie im Lenbachhaus und Kunstbau München[7]
- 1993 Museum Fridericianum, Kassel
- 1994 ARoS Aarhus Kunstmuseum
- 1995 Wiener Secession, Wien
- 1997 Kunsthaus Bregenz; Galleria d’Arte Moderna, Bologna
- 1999 Musée d’art moderne et contemporain, Genf
- 2000 Biennale Venedig; Fondation Beyeler, Riehen
- 2002 Sprengel Museum, Hannover; Galleria Civica d’Arte Moderna e Contemporanea di Torino, Turin; Museum van Hedendaagse Kunst, Antwerpen[8]
- 2003 Galerie Beyeler, Basel
- 2004 Museion, Bozen; Neue Galerie Graz; Peggy Guggenheim Collection, Venedig
- 2005 Centro per l’Arte Contemporanea Luigi Pecci, Prato
- 2007 J. Paul Getty Museum, Los Angeles
- 2008 Malmö Konsthall; Zentrum für Kunst und Medientechnologie (ZKM), Karlsruhe
- 2012 Musée d’Art Moderne, Saint Etienne
- 2015 MAXXI – Museo nazionale delle arti del XXI secolo, Rom

## Werke in öffentlichen Sammlungen
- MuHKA Museum voor Hedendaagse Kunst Antwerpen (Belgien)
- ARoS Aarhus Kunstmuseum, Århus (Dänemark)
- Städtische Galerie im Lenbachhaus Kunstbau, München
- MUSEION – Museo d’arte moderna e contemporanea, Bozen (Italien)
- Peggy Guggenheim Collection, Venedig (Italien)
- National Gallery of Canada – Musée des beaux-arts du Canada, Ottawa (Kanada)
- Museum of Contemporary Art Zagreb (Kroatien)
- Städtische Galerie Wolfsburg (Niedersachsen)
- Centre Georges Pompidou, Paris (Frankreich)
- Museo del Novecento, Florenz (Italien)
- Museum im Kulturspeicher, Sammlung Peter C. Ruppert, Würzburg (Bayern)
- Maxxi, Museo Nazionale delle Arti del XXI secolo, Roma (Italien)
- Schauwerk Sindelfingen (Baden-Württemberg)
- Museum Voorlinden, Wassenaar (Holland)
- Kunstmuseum Magdeburg (Sachsen-Anhalt)